# Лафонская улица
Лафо́нская у́лица — улица в Центральном районе Санкт-Петербурга. Проходит от Ярославской улицы и Смольного проспекта до Таврического переулка.

## История
На плане 1798 года обозначена как Монастырская улица и как Богадельная улица. Первое название дано по Смольному монастырю, второе — по богадельне, находившейся в доме 3. Последнее название употреблялось до 1822 года. 

С 1810-х годов по 1829 год — Пещаная улица. Проходила от площади Растрелли до Кирочной улицы, включая часть современного Суворовского проспекта. Связано с песчаным характером местности. На участке, ныне входящем в Суворовский проспект название существовало с 1798 года. 

С 1821 по 1849 год — Песочная улица. 

С 1821 по 1858 год — Песочный переулок. На плане 1821 года название Песочный переулок относится к части современной Лафонской улицы, а Песочная улица — к части современного Суворовского проспекта, включая участок от Кирочной улицы до улицы Моисеенко. В 1828 году наименование распространилось на участок современной Лафонской улицы от Суворовского проспекта до Ярославской улицы. 

В 1836 году участок от площади Пролетарской Диктатуры до Кирочной улицы присоединён к Конно-Гвардейской улице. 

14 июля 1859 года в состав Песочной улицы вошла современная Ярославская улица. Нумерация домов изменена в противоположном направлении предыдущей. 

С 1836 по 1846 год — 1-я Песочная улица. Переименована для отличия от другой Песочной улицы. 

С 1860 по 1864 год входила в состав Орловской улицы. 

30 июля 1864 года получила наименование Лафонская улица в честь столетней годовщины начала деятельности С. И. де Лафон в должности правительницы и начальницы учрежденного в 1764 году Императорского воспитательного общества благородных девиц (Смольный институт благородных девиц в Санкт-Петербурге), которому она отдала 33 года своей жизни.
С 15 декабря 1952 года по 17 августа 2017 года Лафонская улица называлась улицей Пролетарской Диктатуры по площади Пролетарской Диктатуры. Прежнее наименование возвращено постановлением Правительства Санкт-Петербурга № 695.

## Объекты
- дом 1 — гимназия № 157 имени принцессы Е. М. Ольденбургской;  7831755000
- дом 2 — администрация Ленинградской области;
- дом 5 — Центр Медиаискусств ГБНОУ «Академия талантов» (ранее, в 1994—2018 — Генеральное консульство Великобритании в Санкт-Петербурге[англ.]).